# Speicherzugriff
Als Speicherzugriff bezeichnet man in der Datenverarbeitung und Informatik den Datenaustausch mit einem Datenspeicher oder einer Datenstruktur. Die Art und Weise des Speicherzugriffs wird als Zugriffsart bezeichnet.

## Zugriffsarten
Je nach Typ des Datenspeichers oder der Datenstruktur kann man verschiedene Zugriffsarten unterscheiden. Grundlegende Zugriffsarten sind:
LesezugriffDie Daten werden gelesen, aber nicht verändert.
SchreibzugriffEs werden neue Daten in den Datenspeicher oder die Datenstruktur hineingeschrieben.
Sequentieller ZugriffDer Zugriff geschieht in einer bestimmten Reihenfolge.
Wahlfreier ZugriffZugriffe können in beliebiger Reihenfolge stattfinden.

## Arbeitsspeicher in einem Computer
Als Speicherzugriff bezeichnet man hier das Lesen oder Schreiben von Speicherinhalten aus bzw. in den Arbeitsspeicher des Computers. Da es unterschiedliche Typen von Arbeitsspeicher gibt, unterscheiden sich auch die Zugriffsmethoden. Das Grundprinzip sieht jedoch in der Regel wie folgt aus (die Beschreibung bezieht sich auf einen lesenden Zugriff, ein schreibender Zugriff funktioniert jedoch analog):
Der Speicherzugriff wird durch ein Programm veranlasst, das die Adresse eines bestimmten Speicherinhaltes kennt. Um den Zugriff auf die betreffende Speicherzelle zu veranlassen, wird zunächst die Adresse in das Speicheradressregister des Prozessors geladen. Dies bewirkt, dass die Adresse auch auf dem Adressbus angelegt wird. Wenn der Prozessor nun seinen lesenden Zugriff auf den Arbeitsspeicher ausführt, wird durch die auf dem Adressbus vorgegebene Adresse die richtige Speicherzelle ausgelesen und ihr Inhalt über den Datenbus in das Speicherinhaltsregister des Prozessors übertragen. Damit steht der angeforderte Inhalt der Speicherzelle für weitere Operationen zur Verfügung, und der Speicherzugriff ist beendet.

## Festplatten-Zugriff
Festplatten adressieren nur ganze Datenblöcke bzw. Sektoren, wodurch auch Dateisysteme diese Adressgranularität besitzen. Auch wenn weniger Daten benötigt werden, muss mindestens der komplette Block von der Festplatte in den Arbeitsspeicher gelesen werden.